# Tigridia acesta
Tigridia acesta is een vlinder uit de familie Nymphalidae. De wetenschappelijke naam van de soort is, als Papilio acesta, gepubliceerd in 1758 door Carl Linnaeus in de tiende editie van Systema naturae.